# Sodom (Band)
Sodom ist eine Thrash-Metal-Band aus Gelsenkirchen. Sie gehört zu den Pionieren und zugleich neben Kreator und Destruction zu den erfolgreichsten Vertretern der deutschen Metal-Szene. Ihre extreme Art zu spielen beeinflusst auch viele der heutigen Thrash-, Death- und Black-Metal-Bands.

## Bandgeschichte
Sodom wurde 1982 von Tom Angelripper, bürgerlich Thomas Such (Bass und Gesang), Chris Witchhunter, bürgerlich Christian Dudek (Schlagzeug), und Aggressor, bürgerlich Frank Testegen (Gitarre) gegründet. Anfangs waren „Zusammensein und Biertrinken […] wichtiger als der Versuch, zu musizieren“. Durch ihre beiden Demos Witching Metal und Victims of Death erreichten sie sehr schnell über Fanzines den internationalen Ruf, eine der aggressivsten Metal-Bands zu sein. 1984 bekam die Band ihren ersten Plattenvertrag bei der Plattenfirma Steamhammer. Aggressor verließ die Band vor den Aufnahmen zur ersten Mini-LP In the Sign of Evil und wurde durch Josef „Grave Violator“ Dominic ersetzt. Auch er blieb nicht lange, Michael „Destructor“ Wulf nahm seine Position ein. Mit ihm spielte die Band ihr erstes Album Obsessed by Cruelty ein. (Wulf kam 1993 bei einem Motorradunfall ums Leben.)

### Internationaler Aufstieg
1987 fand die Band in der Metal-Szene von Essen-Altenessen, die eine der umtriebigsten im Ruhrgebiet war, in Frank Blackfire, bürgerlich Frank Gosdzik, einen Gitarristen, der durch seine spielerischen Fähigkeiten die Band entscheidend voranbrachte. Zunächst nahm man die EP Expurse of Sodomy in den Berliner Music Lab Studios auf. Hier arbeitete Sodom auch zum ersten Mal mit ihrem später langjährigen Produzenten Harris Johns zusammen. Im selben Jahr erschien mit Persecution Mania das zweite Album der Band, das als Sprungbrett für den internationalen Erfolg gilt. Auch der Knarrenheinz, der auf dem Album-Cover prangt, wurde in den folgenden Jahren zu einem Symbol Sodoms. 1988 ging die Band zusammen mit Whiplash erstmals auf eine längere Europatour. Auf dieser Tour wurde dann auch das erste Live-Album Mortal Way of Live samt dem zugehörigen Live-Video aufgenommen. Diese sogenannte Sodomania-Tour war als reine Promotion-Tour ohne Gage angelegt.

### Agent Orange
Das Jahr 1989 begann mit einem Konzert Metalmania im polnischen Katowice, dem bis zu diesem Zeitpunkt größten in der Geschichte von Sodom, vor über 12.000 Metal-Fans. Wieder in Deutschland, nahm die Band unter Harris Johns ihr drittes Album Agent Orange auf. Das Album erreichte Platz 36 in den nationalen Albumcharts. Als Single wurde Ausgebombt ausgekoppelt, welche auf der Single-Version mit deutschem Text zu hören ist. Bei diesem Titel wirkte Bela B. von Die Ärzte, seit Jahren ein großer Sodom-Fan, im Duett mit. Schon während der Aufnahmen zu Agent Orange distanzierten sich Gitarrist Frank Blackfire und der Rest der Band voneinander, was schließlich, drei Wochen vor der anstehenden Europatour, in seinem Ausstieg gipfelte. Er wechselte zu Kreator. Binnen kürzester Zeit rekrutierte man in der schwierigen Situation Uwe Baltrusch von der Progressive-/Thrash-Metal-Band Mekong Delta als Session-Gitarrist für die Tour. Als Vorband spielte Sepultura das erste Mal in Europa.

### Entwicklung ab 1990
Als neuen, fest angestellten Gitarristen stellte man Michael Hoffmann ein, welcher bereits am Album The Interstellar Experience von Assassin mitwirkte. Es folgte die Aufnahme des neuen Studioalbums Better Off Dead, wobei sich die Band sehr vom Agent-Orange-Sound entfernte. Better Off Dead ist ein klassisches, monumentales Metal-Album, welches neben schnellen Thrash-Titeln wie Bloodtrails auch melancholische Klänge (z. B. Resurrection, das dem verstorbenen Vater Tom Angelrippers gewidmet ist) sowie zwei Coverversionen (Turn Your Head Around von Tank und Cold Sweat von Thin Lizzy) enthält. Mit Better Off Dead tourte die Band erstmals in Japan. Bereits nach der Tour stieg Hoffmann wieder aus und wurde durch Andy Brings, einen jungen, in der Szene unbekannten Gitarristen, ersetzt. Das nächste Album Tapping the Vein enthielt mit Wachturm erstmals ein deutschsprachiges Lied der Band, in dem diese sich gegen die Zeugen Jehovas wendet.
Nach diesem Album wurde Chris Witchhunter aufgrund persönlicher und musikalischer Differenzen aus der Band entlassen. Mit Guido „Atomic Steif“ Richter, der schon bei Living Death und Violent Force spielte, wurde schnell Ersatz gefunden. Abseits ihres üblichen Stils coverte die Band 1994 Udo Jürgens’ Aber bitte mit Sahne!, danach veröffentlichten sie das Album Get What You Deserve, welches sehr punkig angehaucht war. Mit Erwachet und Die stumme Ursel waren gleich zwei deutschsprachige Lieder vertreten. Mit dem als Video-Clip präsentierten Lied Silence Is Consent, der das Töten vom Aussterben bedrohter Wale anklagt, wurde zudem ein weiterer Themenbereich erschlossen. Anschließend wurde das zweite Livealbum Marooned mit zugehöriger Live-VHS Live in der Zeche Carl veröffentlicht. Die Aufnahme stammt von der 10-Jahres-Jubiläumsparty in Essen.
Das Album Masquerade in Blood (1996) ist eine Rückkehr zum Thrash Metal der Agent-Orange-Ära. Andy Brings musste die Band verlassen und wurde durch den Gitarristen Dirk „Strahli“ Strahlmeier ersetzt, der jedoch kurz nach den Aufnahmen zu Masquerade in Blood inhaftiert wurde. So verblieb nach dem Ausstieg von Atomic Steif Angelripper als einziges Mitglied. Atomic Steif bezeichnete Sodom im Nachhinein als eine Band, die aus Angelripper und Gastmusikern bestehe; Angelripper habe entschieden, welches Material für Sodom genommen wurde, und die Bezahlung sei so lächerlich gewesen, dass Atomic Steif in einem guten Beruf in einem Monat mehr verdient hätte als in zwei Jahren bei Sodom. Angelripper brauche das Geld, da er eine Frau und eine Tochter habe, und sei als Person ein „lustiger Kerl“, aber kein fairer Partner.

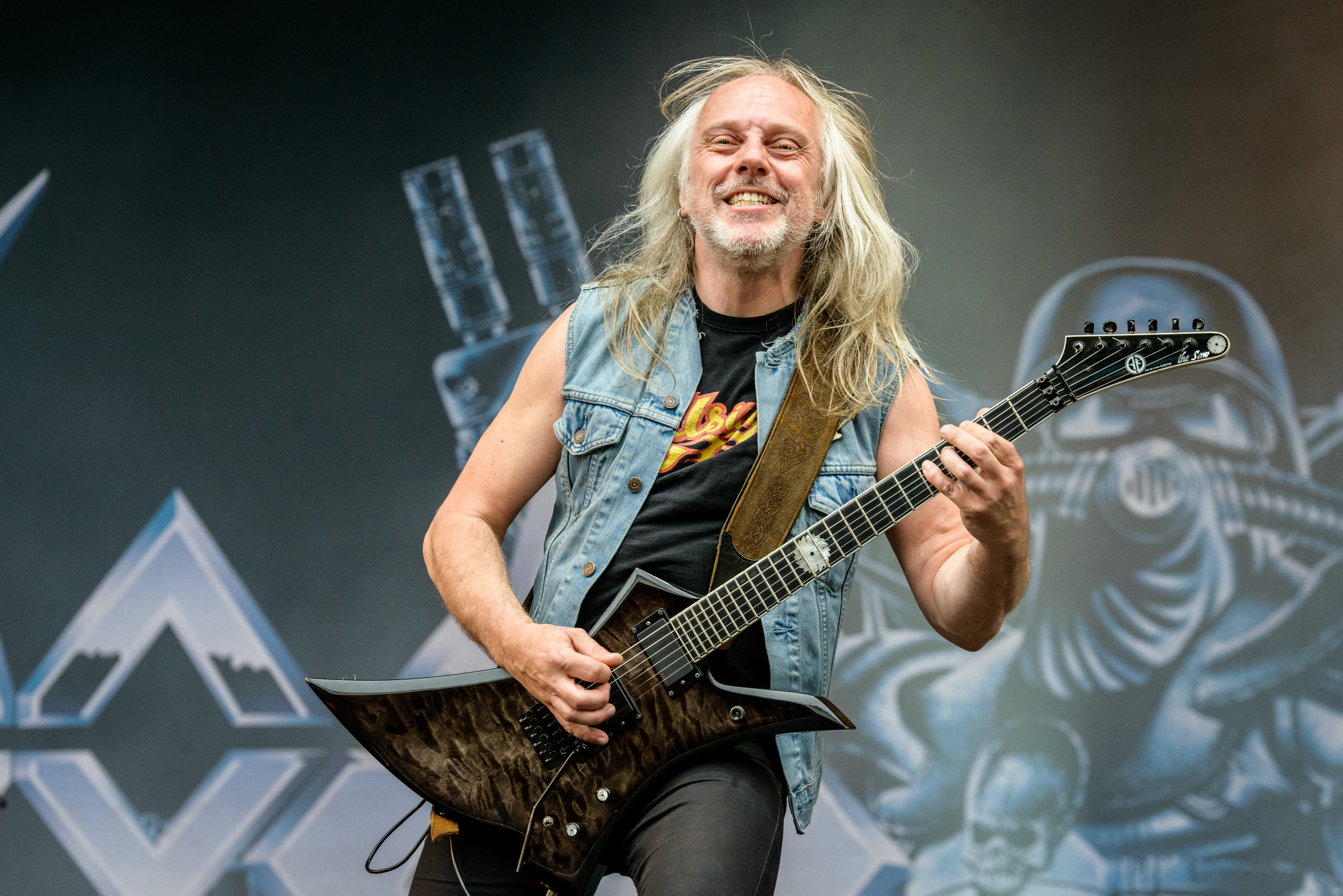
Bernd Kost am Rockavaria 2016

### Heutige Besetzung

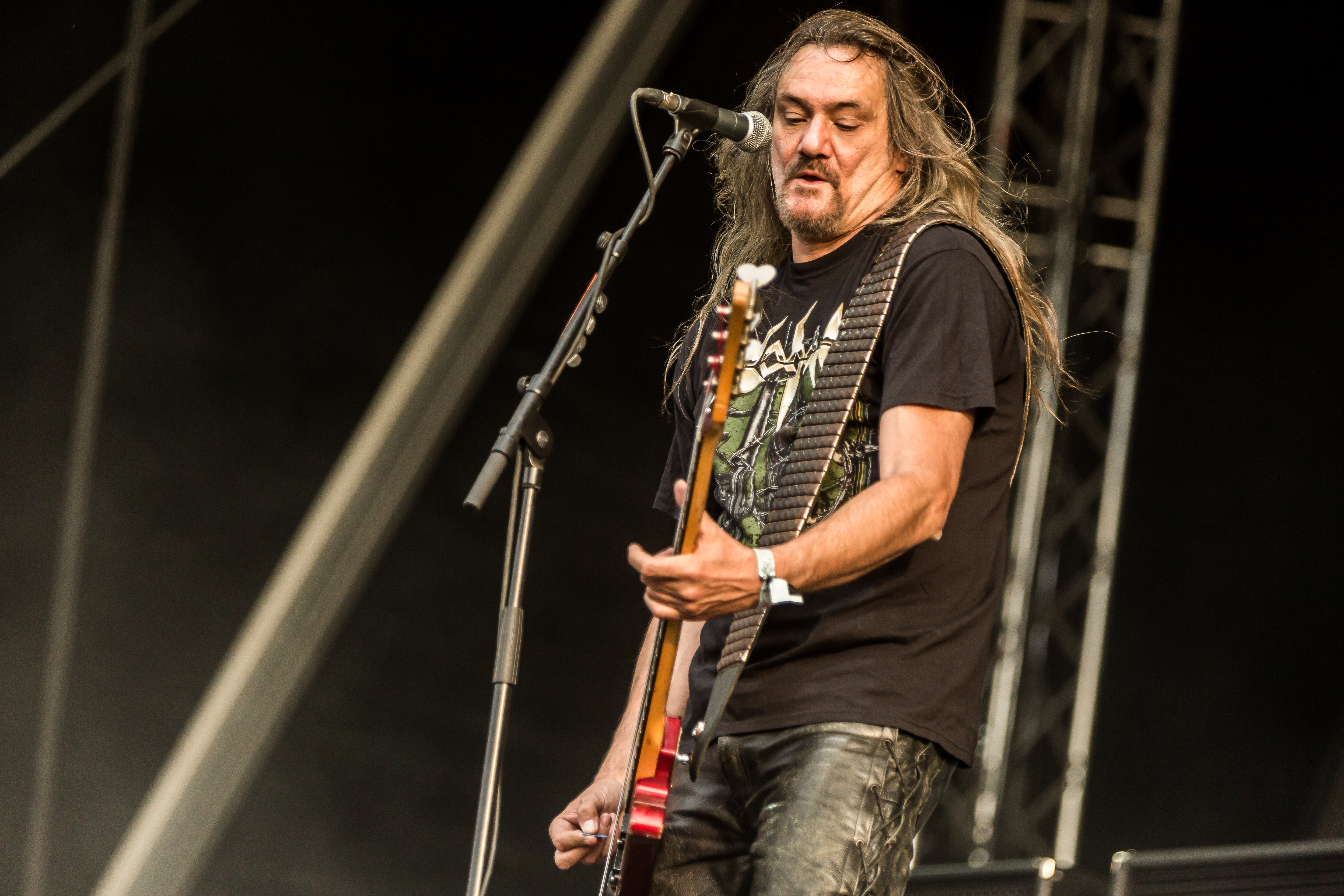
Tom Angelripper (Rockharz, 2018)

Nach kurzen Solo-Ausflügen mit Onkel Tom fand Angelripper mit dem Schlagzeuger Bobby Schottkowski und dem Gitarristen Bernd „Bernemann“ Kost eine neue Sodom-Besetzung. Das folgende Til Death Do Us Unite (1997) sollte wieder deutlich zu den Ursprüngen zurückgehen, doch erst mit Code Red (1999) und M-16 (2001) wurde eine deutlich härtere Ausrichtung von Sodom erkennbar. Eine Tour mit den beiden Thrash-Größen Kreator und Destruction durch Deutschland wurde ein großer Erfolg. Alle drei Bands wechselten sich mit dem Headliner-Posten ab. 2003 erschien nach einer Tour durch Asien das Live-Album One Night in Bangkok. 2005 folgt mit Lords of Depravity eine Doppel-DVD, die neben einem Liveauftritt außerdem eine zweistündige Banddokumentation enthält. Alle ehemaligen und noch lebenden Bandmitglieder, außer Strahli, dessen Aufenthaltsort unbekannt war, wurden befragt. Insbesondere Witchhunter zeigte sich auf der DVD immer noch sehr verletzt über die Art seines Ausstiegs. Neben den Musikern äußerten beispielsweise Bela B von Die Ärzte, Szene-Urgesteine wie Peavy Wagner und Hansi Kürsch, aber auch internationale Superstars wie Lemmy Kilmister und Chris Barnes Auskunft über ihre Ansichten zu Sodom. 2006 erschien das Album Sodom. 2007 beging die Band ihr 25-jähriges Jubiläum auf dem Wacken Open Air. Bei dem Auftritt waren fast alle ehemaligen Mitglieder der Band anwesend. Ende des Jahres erschien eine komplette Neueinspielung der Debüt-EP unter dem Titel The Final Sign of Evil. Neben den Stücken der damaligen EP sind noch Demosongs auf der CD enthalten. Als Besonderheit wurde das Album in der alten Besetzung mit Grave Violator und Chris Witchhunter eingespielt.
Über die MySpace-Seite der Band wurde am 8. September 2008 bekanntgegeben, dass Chris Witchhunter in der Nacht zuvor an den Folgen einer langjährigen Alkoholkrankheit gestorben sei. Für ihn wurde am 11. April 2009 in der Oberhausener Turbinenhalle das Witchhunter-Tribut Konzert gespielt, dessen Einnahmen an seine Mutter gingen. Am 19. November 2010 veröffentlichte Sodom in Deutschland ein weiteres Studioalbum namens In War and Pieces, welches ab dem 22. November 2010 auch im restlichen Europa und ab dem 11. Januar 2011 in den USA und Kanada erhältlich war. Am 30. November 2010 gab die Band über ihre Internetseite die Trennung von Schottkowski „nach persönlichen und privaten Problemen zwischen Tom und Bobby“ bekannt. Die geplanten Auftritte ab Januar und die Tournee im Februar 2011 seien davon aber nicht betroffen, da die Band „sobald wie möglich einen Ersatzdrummer bekannt geben“ werde. Dies war im Dezember 2010 Markus „Makka“ Freiwald, zudem bestätigte die Band eine Teilnahme am Wacken Open Air 2011, auf dem sie mit Roberto Blanco auftraten.
Am 30. Januar 2011 gab die Band bekannt, dass ihr ehemaliger Gitarrist Dirk „Strahli“ Strahlmeier im Januar verstorben sei.
2013 erschien das Album Epitome of Torture, im August 2016 mit Decision Day dessen Nachfolger. Für das Albumcover war der Grafiker Joe Petagno verantwortlich, welcher bereits zahlreiche Cover für Motörhead entworfen hatte. Ab Juli 2013 wurde die Band für ein Jahr Trikotsponsor der E-Jugend des Duisburger Fußballvereins Eintracht Duisburg, in dessen Team der Sohn des langjährigen Tourmanagers Theo Papadopoulos spielte.
Im November 2016 wurde Sodom, in der Kategorie „Hard & Heavy“ mit dem Preis der deutschen Schallplattenkritik für das Album Decision Day ausgezeichnet.
Am 5. Januar 2018 gab Angelripper überraschend die Trennung von Gitarrist Bernd Kost und Schlagzeuger Markus Freiwald bekannt: „Sodom haben immer vom Enthusiasmus und der Leidenschaft aller Beteiligten gelebt. Makka war fast acht Jahre, Bernemann sogar mehr als 20 Jahre dabei. Um einer möglichen Routine vorzubeugen, unter der die kreative Arbeit nicht optimal gewährleistet werden kann, möchte ich mit neuen hungrigen Musikern noch einmal voll angreifen. Gleichzeitig bedanke ich mich bei Bernemann und Makka für die vielen ereignisreichen Jahre, in denen wir tolle Shows gespielt und einige echte Metal-Pamphlete veröffentlicht haben.“ Kost und Freiwald gründeten daraufhin die Band Bonded.
In der neuen Besetzung mit Stefan „Husky“ Hüskens von Desaster am Schlagzeug sowie Yorck Segatz von Neck Cemetery und dem zurückgekehrten Frank Blackfire an den Gitarren brachte die Band im April desselben Jahres ihr erstes neues Lebenszeichen raus: das Sacrilege-Cover Lifeline, das auf dem 63. Lauschangriff-Sampler des Magazines Rock Hard vorzufinden war.
Diesem folgte im November 2018 die Partisan-EP, die neben den ersten beiden Eigenkompositionen der neuen Besetzung, Partisan und Conflagration, noch eine Liveversion des Songs Tired and Red enthielt, bevor im Oktober 2019 die 5-Track-Promo Chosen by the Grace of God folgte. Auf dieser war neben zwei Tracks aus der Decision-Day-Phase und dem zuvor schon veröffentlichten Sacrilege-Cover noch das neue Lied Down in Your Knees und eine exklusive Liveversion von One Step Over the Line enthalten. Die CD ist nur als Bestandteil des Legacy-Musikmagazines verfügbar.
Im Januar 2020 gaben Schlagzeuger Stefan „Husky“ Hüskens und Sodom gemeinsam ihre Trennung aufgrund veränderter Lebensbedingungen bekannt. Neuer Schlagzeuger wurde Toni Merkel.
Im September 2021 zog sich Sodom den Unmut zahlreicher Metal-Fans zu, als die Band einen Auftritt beim finnischen Steelfest 2022 ankündigte, dessen Line-up mehrere rechtsextreme NSBM-Bands beinhaltet. Nachdem die Band in einem ersten Statement an dem Auftritt festhielt, beugte sie sich zwei Tage später dem öffentlichen Druck und sagte den Auftritt ab.

## Stil

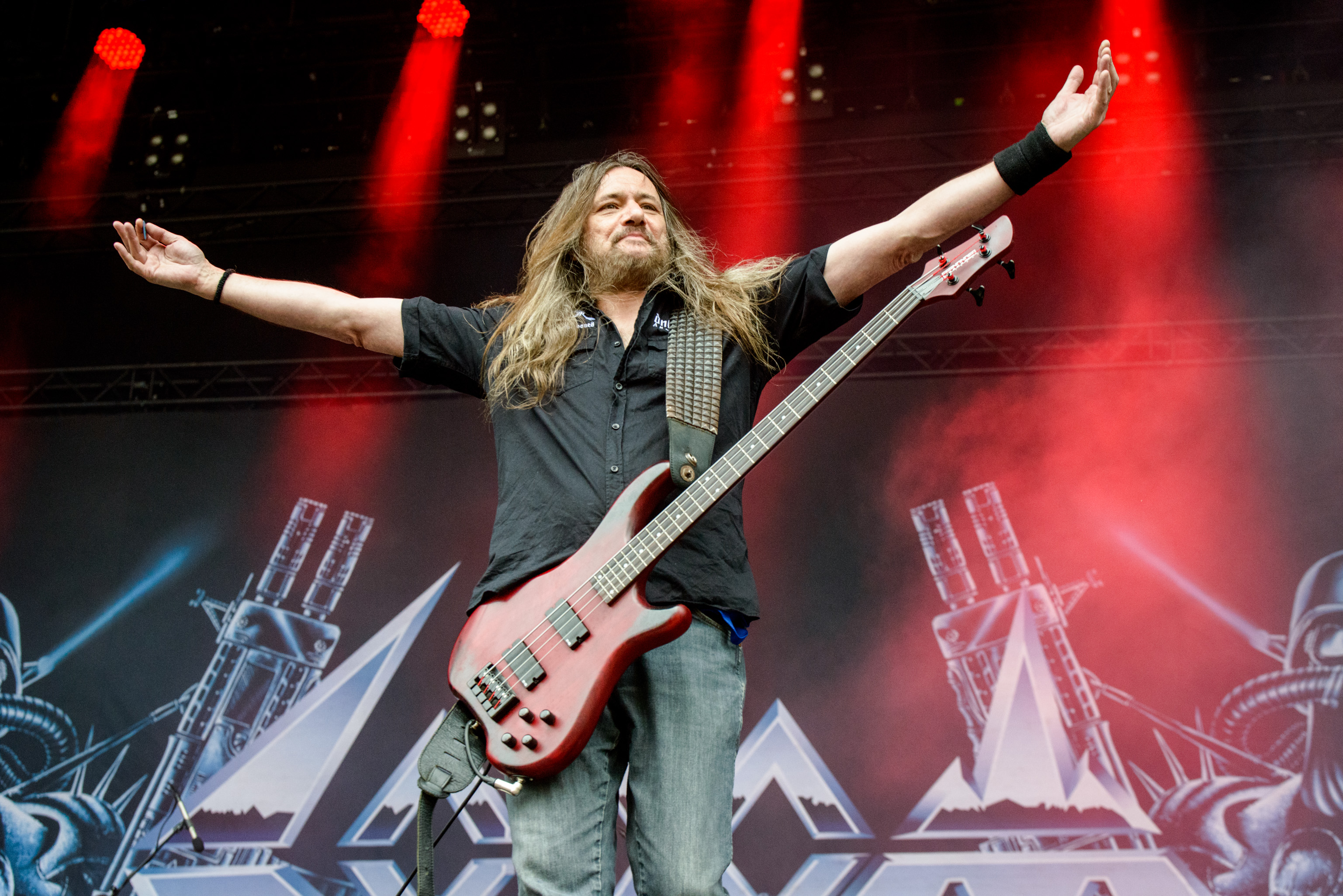
Sodom live 2016

Die englische Band Venom war ein wichtiger Einfluss für Sodom Tom Angelripper nannte deren Demoaufnahme von 1980 als Initialzündung. Den Bandnamen wählten sie nach der biblischen Stadt Sodom. Sodom baute jedoch vor allem auf noch mehr Aggressivität und Schnelligkeit als ihre Vorbilder. Äußerlich und textlich orientierten sie sich am satanistischen Image Venoms, anfangs bezeichneten sie sich als „Gruppierung von Satanisten“. Sie sind somit auch der „ersten Welle des Black Metal“ zuzuordnen. Musikalisch haben Sodom seit ihren Anfangstagen ihren eigenen Stil aus aggressivem und sehr schnellem Thrash Metal beibehalten. Durch die im Gegensatz zu anderen zeitgenössischen Thrash-Metal-Bands extrem harten Riffs und dem sehr rauen Gesang gelten Sodom auch als Wegweiser für den zu der Zeit aufkommenden Death Metal wie auch für den Black Metal der 1990er Jahre.
Mit dem zweiten Album Persecution Mania löste die Band sich vom satanistischen Image früherer Tage. Anstatt über Hexen und Teufel, sang Tom Angelripper nun z. B. über Sexualmörder (Electrocution) oder über den atomaren Vernichtungskrieg (Nuclear Winter).
Sodom wurden früher oft von der Presse als „Kriegsverherrlicher“ beschimpft, weil sie sich in ihren Liedtexten (oft auf recht plakative Weise) mit Krieg und Gewalt beschäftigten. Die Fans jedoch behaupten, dass in Wahrheit das Gegenteil der Fall sei. Beim aufmerksamen Lesen bemerke man schnell den kritischen Unterton, der dem Ganzen beigemischt sei. So glorifizierten Lieder wie Persecution Mania nicht etwa den Krieg, sondern schilderten ihn als ein erschreckendes und traumatisierendes Erlebnis. In diesem Kontext ist auch der Refrain des Stückes Ausgebombt („Spielt nicht mit dem Tod, der Krieg ist nicht mehr weit. Vernichtet Eure Waffen, lernt aus der Vergangenheit!“) zu sehen. Ein Album wie M-16 richte sich daher zwischen den Zeilen gegen den Krieg, so Angelripper.

## Diskografie
Studioalben

| Jahr | Titel Musiklabel                       | Höchstplatzierung, Gesamtwochen, AuszeichnungChartplatzierungen (Jahr, Titel, Musiklabel, Platzierungen, Wochen, Auszeichnungen, Anmerkungen) | Höchstplatzierung, Gesamtwochen, AuszeichnungChartplatzierungen (Jahr, Titel, Musiklabel, Platzierungen, Wochen, Auszeichnungen, Anmerkungen) | Höchstplatzierung, Gesamtwochen, AuszeichnungChartplatzierungen (Jahr, Titel, Musiklabel, Platzierungen, Wochen, Auszeichnungen, Anmerkungen) | Anmerkungen                              |
| Jahr | Titel Musiklabel                       | DE | AT | CH | Anmerkungen                              |
| ---- | -------------------------------------- | --- | --- | --- | ---------------------------------------- |
| 1986 | Obsessed by Cruelty Steamhammer/SPV    | — | — | — | Erstveröffentlichung: 7. Mai 1986        |
| 1987 | Persecution Mania Steamhammer/SPV      | — | — | — | Erstveröffentlichung: 1. Dezember 1987   |
| 1989 | Agent Orange Steamhammer/SPV           | DE36 (16 Wo.)DE | — | — | Erstveröffentlichung: 1. Juni 1989       |
| 1990 | Better Off Dead Steamhammer/SPV        | — | — | — | Erstveröffentlichung: 1. Oktober 1990    |
| 1992 | Tapping the Vein Steamhammer/SPV       | DE3 a (10 Wo.)DE | AT35 (1 Wo.)AT | CH32 (1 Wo.)CH | Erstveröffentlichung: August 1992        |
| 1994 | Get What You Deserve Steamhammer/SPV   | DE45 (9 Wo.)DE | — | — | Erstveröffentlichung: 10. Januar 1994    |
| 1995 | Masquerade in Blood Steamhammer/SPV    | DE76 (7 Wo.)DE | — | — | Erstveröffentlichung: 1. Juni 1995       |
| 1997 | ’Til Death Do Us Unite Steamhammer/SPV | — | — | — | Erstveröffentlichung: 24. Februar 1997   |
| 1999 | Code Red Drakkar Records               | — | — | — | Erstveröffentlichung: 31. Mai 1999       |
| 2001 | M-16 Steamhammer/SPV                   | DE27 b (2 Wo.)DE | — | CH78 c (1 Wo.)CH | Erstveröffentlichung: 22. Oktober 2001   |
| 2006 | Sodom Steamhammer/SPV                  | DE64 (1 Wo.)DE | — | — | Erstveröffentlichung: 21. April 2006     |
| 2007 | The Final Sign of Evil Steamhammer/SPV | — | — | — | Erstveröffentlichung: 28. September 2007 |
| 2010 | In War and Pieces Steamhammer/SPV      | DE64 (1 Wo.)DE | — | — | Erstveröffentlichung: 19. November 2010  |
| 2013 | Epitome of Torture Steamhammer/SPV     | DE32 (1 Wo.)DE | — | CH87 (1 Wo.)CH | Erstveröffentlichung: 26. April 2013     |
| 2016 | Decision Day Steamhammer/SPV           | DE7 (3 Wo.)DE | AT29 (1 Wo.)AT | CH42 (2 Wo.)CH | Erstveröffentlichung: 26. Juni 2016      |
| 2020 | Genesis XIX Steamhammer/SPV            | DE10 (2 Wo.)DE | AT67 (1 Wo.)AT | CH27 (1 Wo.)CH | Erstveröffentlichung: 27. November 2020  |
| 2025 | The Arsonist Steamhammer/SPV           | DE4 (2 Wo.)DE | AT7 (… Wo.)AT | CH14 (… Wo.)CH | Erstveröffentlichung: 27. Juni 2025      |